# 滨海奥克特维尔
滨海奥克特维尔（法語：Octeville-sur-Mer，法語發音：[ɔktəvil syʁ mɛʁ]），法国西北部城市，诺曼底大区滨海塞纳省的一个市镇，隶属于勒阿弗尔区，其市镇面积为20.37平方公里，2022年1月1日时人口数量为6,147人，在法国城市中排名第1,817位。
滨海奥克特维尔位于滨海塞纳省西部，大西洋海滨，勒阿弗尔市区北侧，是勒阿弗尔的一个近郊卫星城。

## 地名来源
“Octe”一名来源于人名“Otto”或“Otti”，其生平尚有待考证。
“sur-Mer”这一后缀自1898年起成为当地官方名称的一部分。

## 历史
根据当地官方网站的论述，滨海奥克特维尔境内曾发现新石器时期的人类活动遗迹。中世纪初，奥克特维尔曾多次遭遇维京人入侵。中世纪中后期，奥克特维尔长期为蒙蒂维利耶修道院的一处领地。法国大革命后，滨海奥克特维尔成为内塞纳省（今滨海塞纳省）的一个市镇。1823年和1825年，圣叙普利（Saint-Supplix）和圣巴泰莱米（Saint-Barthélémy）两个市镇相继整体并入奥克特维尔。二战期间，滨海奥克特维尔曾遭到严重破坏。二战后，随着勒阿弗尔的城市扩张，滨海奥克特维尔境内出现了多处新兴居民区，当地人口数量逐年增加。

## 地理

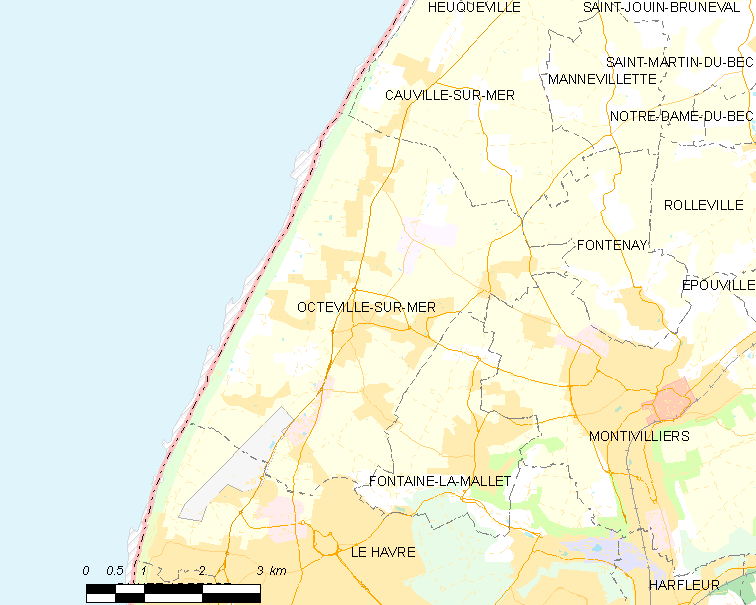
滨海奥克特维尔市镇范围地图

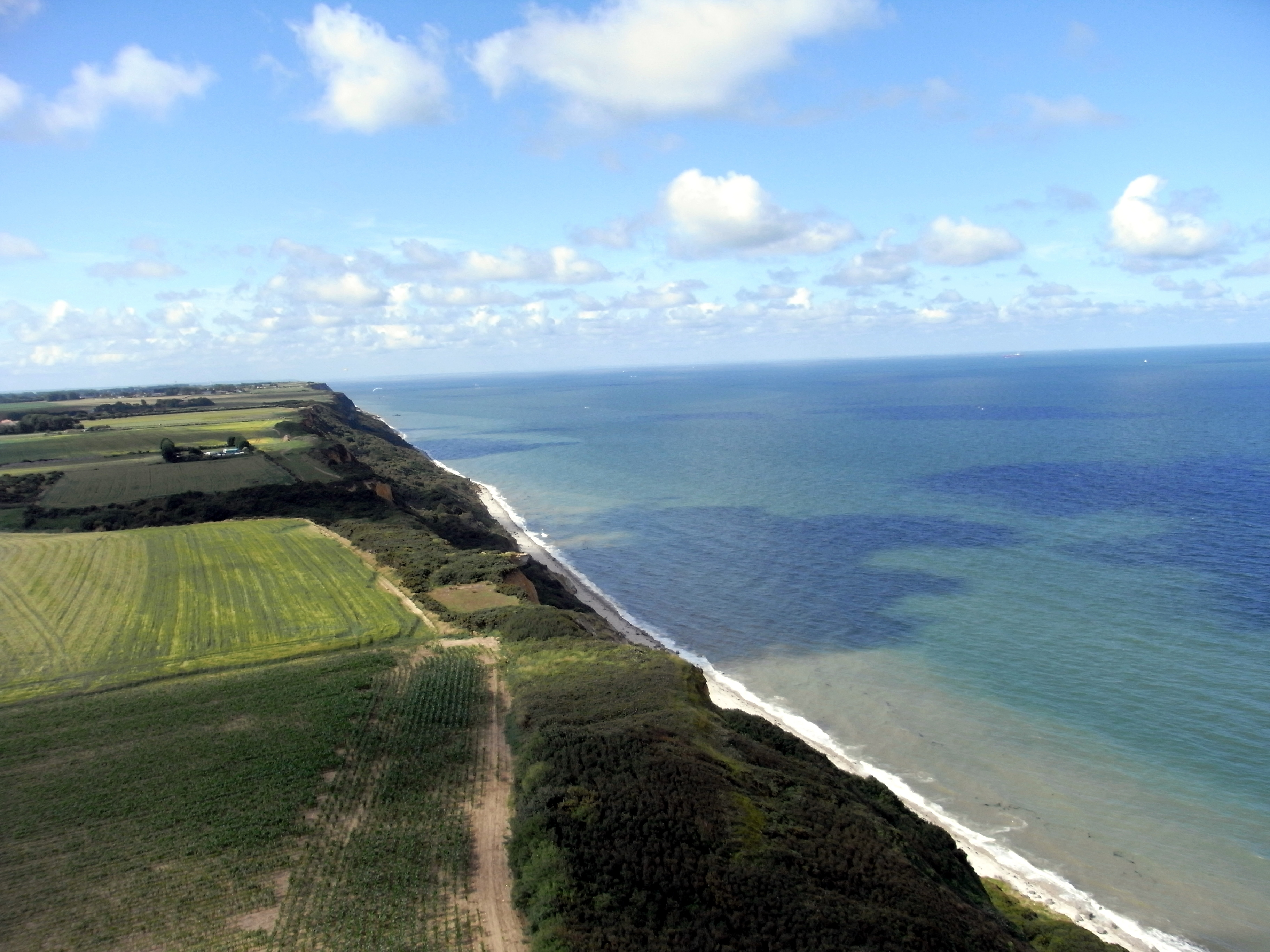
滨海奥克特维尔的海滨

滨海奥克特维尔位于法国西北部，诺曼底大区北部偏东和滨海塞纳省西部，距离省会勒阿弗尔大约96公里。与滨海奥克特维尔接壤的市镇包括：滨海科维尔、方丹拉马莱、丰特奈、勒阿弗尔、蒙蒂维利耶。

### 地形
滨海奥克特维尔位于诺曼底丘陵海滨，境内以平原和浅丘为主，市镇中心地势较为平坦，沿海地区多陡峭的悬崖，全境海拔在0到105米之间。

### 水文
滨海奥克特维尔境内无大型天然地表径流。

### 植被
滨海奥克特维尔属于温带阔叶混交林区，林地散落分布于市镇范围内的多个区域。
在鲜花城市的评比中，滨海奥克特维尔被评为2星级鲜花城市。

### 气候
滨海奥克特维尔在柯本气候分类法中属于温带海洋性气候。

## 行政区划
滨海奥克特维尔是法国诺曼底大区滨海塞纳省的一个市镇，编号为76481。滨海奥克特维尔隶属于勒阿弗尔区以及滨海塞纳省第七选区，管理滨海奥克特维尔县，同时也是勒阿弗尔城市公共社区的组成部分。
法国国家统计与经济研究所（简称）在进行数据统计时，将滨海奥克特维尔及相邻的另外17个市镇设为勒阿弗尔城市核心区，并将包括核心区在内的周边共81个市镇划为勒阿弗尔城市区。自2020年起，勒阿弗尔城市区被包含116个市镇的勒阿弗尔城市辐射区代替。此外，还将滨海奥克特维尔市镇整体看作一个“块区”（IRIS），以便于统计人口分布情况。

## 交通

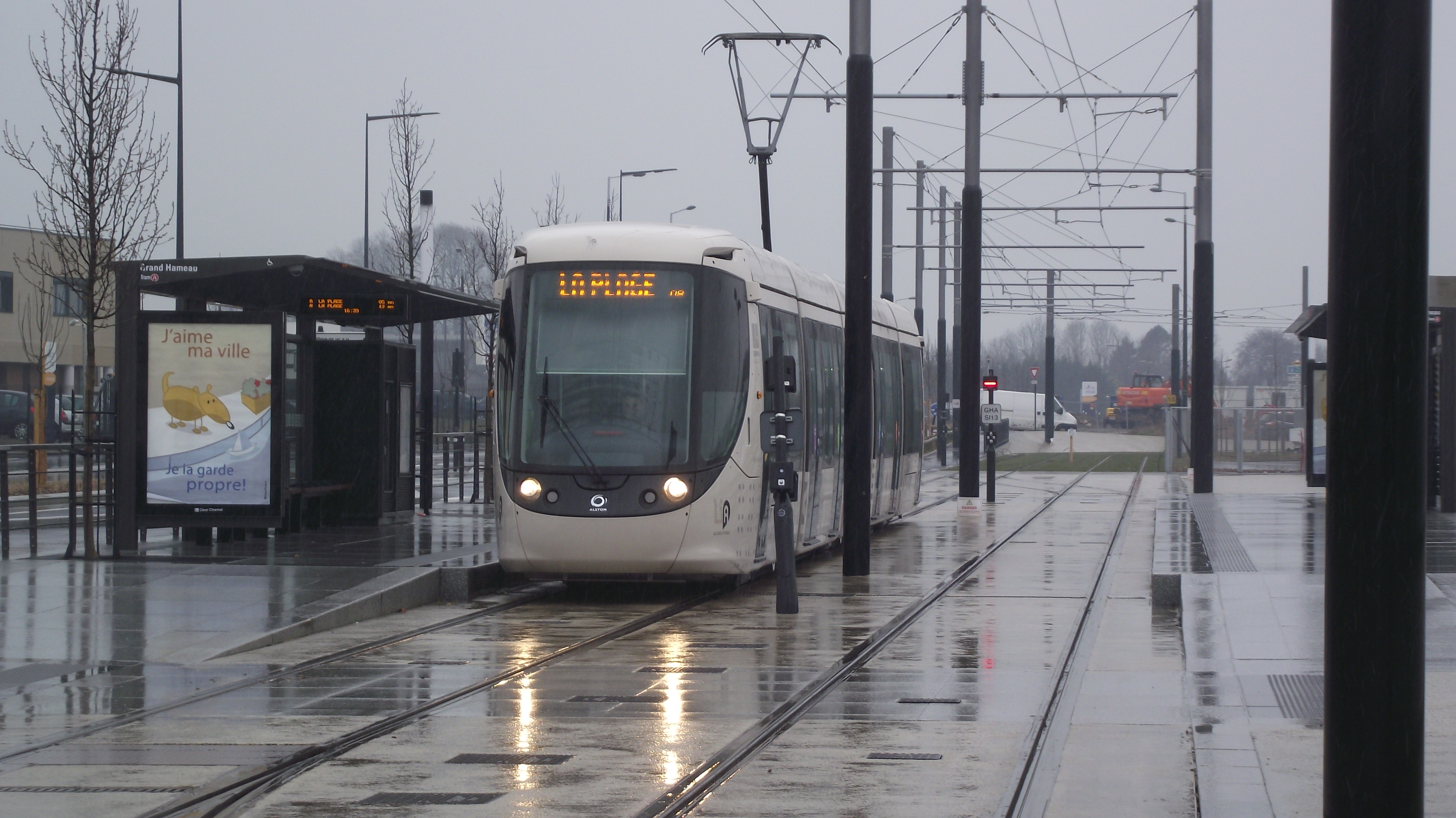
勒阿弗尔有轨电车“Grand Hameau”站

### 公路
滨海塞纳省省道D31线、D940线和勒阿弗尔环城公路在滨海奥克特维尔境内交汇，诺曼底大区下属的城际客运提供巴士线路，可前往周边部分市镇。
|  | 13 |

| 鲁昂 | 96 |

| 勒阿弗尔 | 9 |

| 蒙蒂维利耶 | 6 |

2018年，92.1%的滨海奥克特维尔家庭拥有至少一辆私人汽车。2019年，滨海奥克特维尔境内共发生各类交通事故6起，造成7人受伤。

### 铁路
距离滨海奥克特维尔最近的铁路客运车站为勒阿弗尔站，该站开行前往巴黎方向的区域列车。

### 航空
勒阿弗尔-奥克特维尔机场的部分区域位于滨海奥克特维尔境内，该机场开行季节性包机航线。
距离滨海奥克特维尔最近的民用航空站为卡昂机场，距离滨海奥克特维尔市中心的公路里程约109公里。

### 城市公共交通
滨海奥克特维尔是勒阿弗尔城市公共交通（商业名称为）的服务范围，后者是勒阿弗尔城市公共社区的城市公共交通系统。截至2022年11月，该系统共包括两条有轨电车线路和数十条公交线路，其中有轨电车A线的终点“Grand Hameau”站位于勒阿弗尔和滨海奥克特维尔的交汇处，另有公交10路和13路经过了滨海奥克特维尔市区。

## 政治
滨海奥克特维尔的现任市长为让-路易·鲁斯兰先生（Jean-Louis ROUSSELIN），他是一名右翼无党派人士，在2020年的市政选举中获得了56.99%的支持率。
在2022年的法国总统大选中，法国第25任总统埃马纽埃尔·马克龙在滨海奥克特维尔获得了59.05%的支持率。

## 人口
2018年，滨海奥克特维尔市镇人口数量为5,987，在法国排名第1,817位。其中男性2,960人，女性3,027人，75岁及以上人口占5.5%，外籍人口数量为873人，人口密度为294人/平方公里，当地居民被称为（男性）或（女性）。2019年，滨海奥克特维尔境内出生49人，死亡人口38人。
| 滨海奥克特维尔1901年－2019年人口变化情况 |
|                                          |
| 数据来源：Cassini、INSEE                 |

## 经济
滨海奥克特维尔是勒阿弗尔的一个近郊卫星城。截止2022年9月，滨海奥克特维尔市镇范围内共有各类用人单位（包含自雇）838家，平均历史为14年，其中98.69%为中小型企业（PME），2022年9月至11月间，当地的经济活力指数为0.6%。（机械修理）、（管道工程）及（金属工程）是当地2021年营业额最高的三个企业，分别为9,431,729欧元1,542,994欧元和1,213,863欧元。

## 财政与居民收入
2020年，滨海奥克特维尔的财政收入总额为5,490,120欧元，财政支出总额为5,158,170欧元，当年的债务总额为4,923,360欧元。2021年，滨海奥克特维尔共获得466,001欧元的国家财政补助，比上一年减少了3.86%。
2019年，滨海奥克特维尔的人均月收入总额为3,048欧元，其中高级职员为4,594欧元，高于法国平均水平（4,230欧元）；中级职员为2,832欧元，高于法国平均水平（2,411欧元）；普通职员为1,932欧元，亦高于法国平均水平（1,740欧元）。
2018年，滨海奥克特维尔境内的青壮年（15至64岁）失业率为7.4%，当地67.9%的家庭拥有纳税资格，平均纳税5,021欧元，高于法国平均水平（3,910欧元）。

## 社会事务

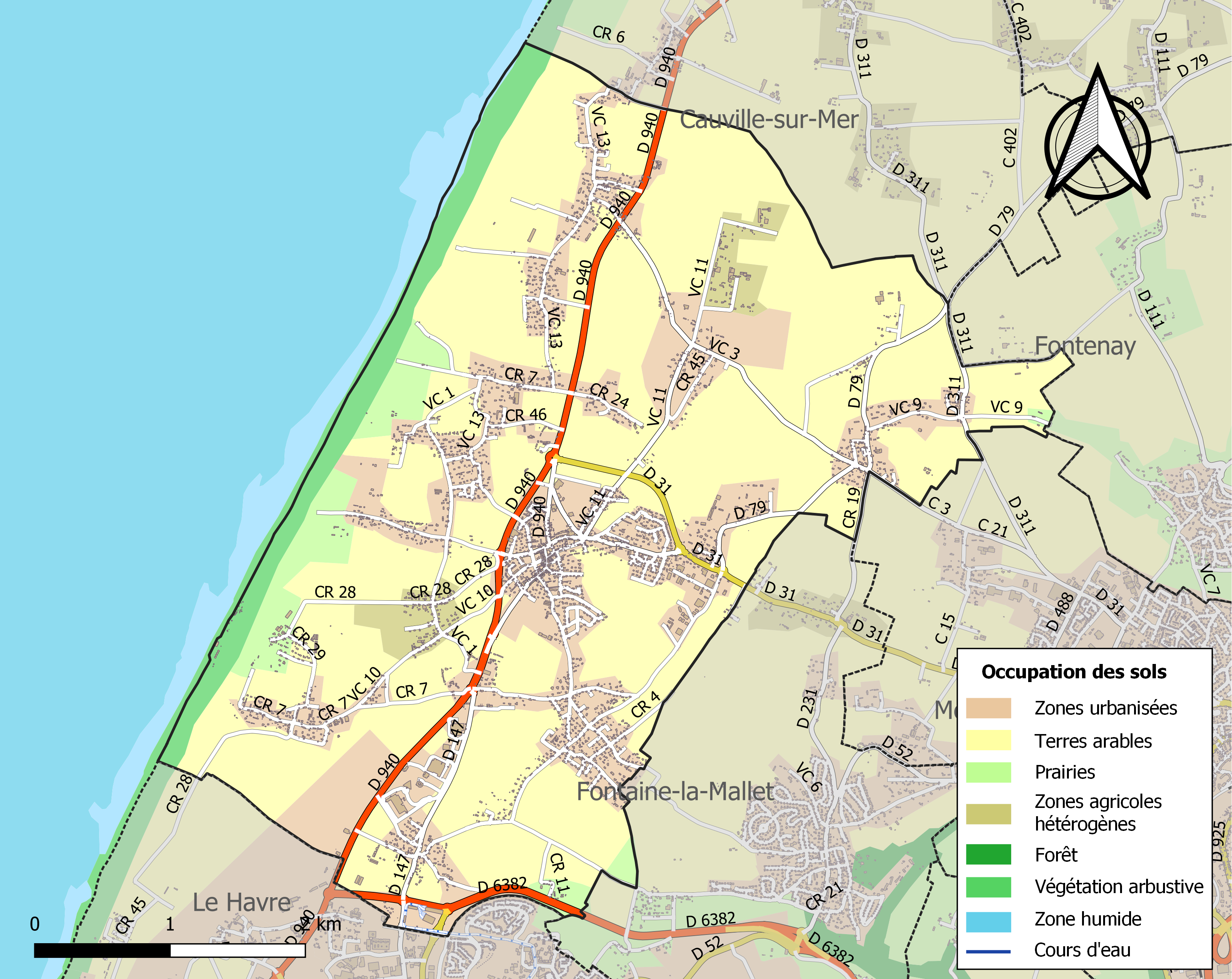
滨海奥克特维尔土地利用情况地图

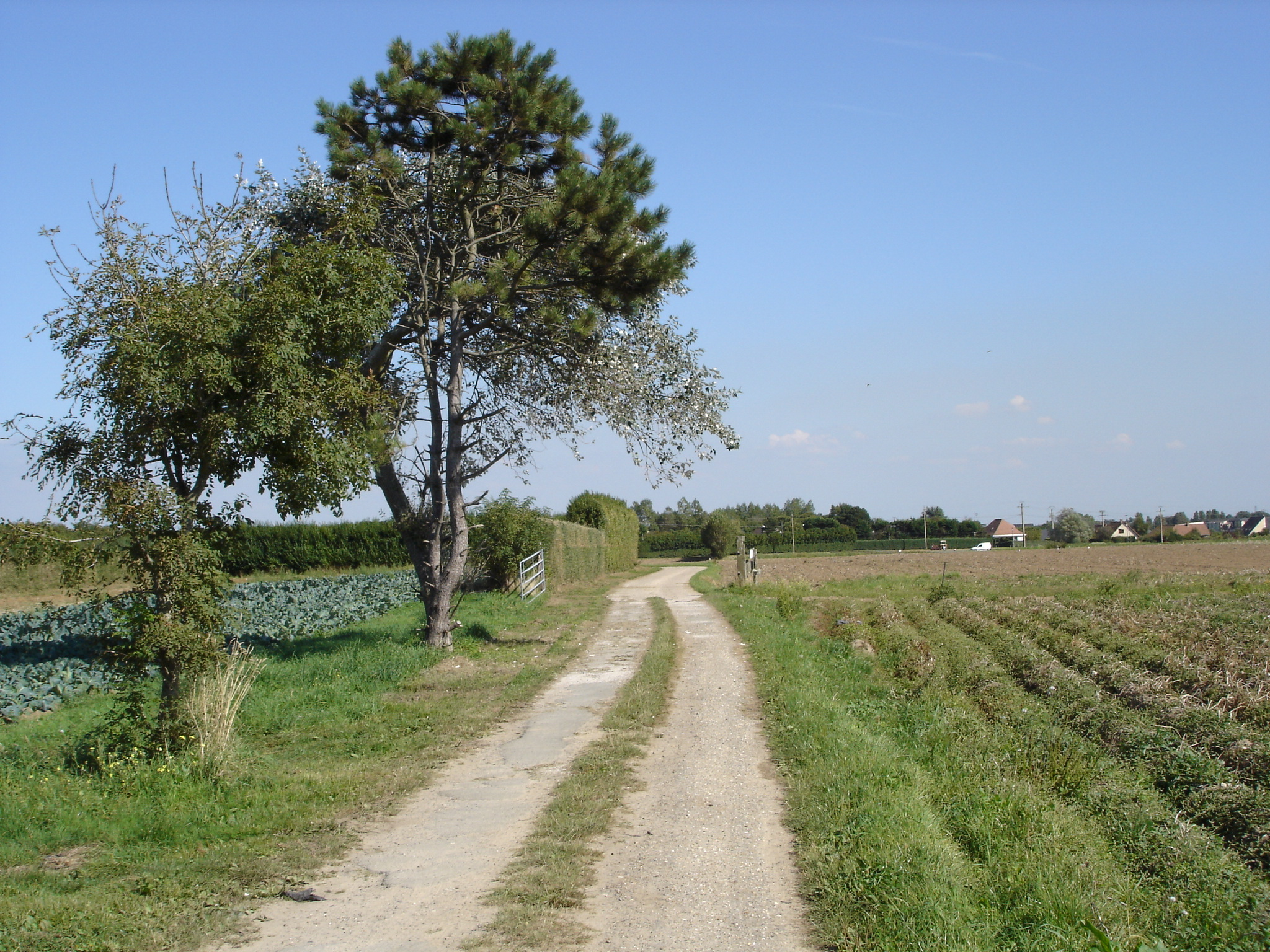
滨海奥克特维尔的一处乡村道路

### 教育
滨海奥克特维尔属于诺曼底学区。截止2020年1月1日，滨海奥克特维尔境内共有1所幼儿园和1所小学。

### 医疗
截止2020年1月1日，滨海奥克特维尔境内共有全科医生9名、保健师3名、牙医2名、护士9名和助产士4名。境内共有药房1家。
滨海奥克特维尔是“勒阿弗尔医疗集团”（Groupe Hospitalier du Havre）的服务范围，后者是法国的一个区域性医疗机构，其主病区雅克·莫诺医院（Hôpital Jacques Monod）位于蒙蒂维利耶，距离滨海奥克特维尔市区的正常车程约11分钟，该院设有床位734个，是当地规模最大的公立综合性医院。

### 住房
2018年，滨海奥克特维尔境内共有各类住房2,406套，其中93.4%为独立式居民区，6.4%为集中式居民区。常住房屋占滨海奥克特维尔市镇范围内居民建筑总量的97.0%。
在住房保障政策方面，2020年，滨海奥克特维尔境内共有123户家庭获得了住房经济补助，受益人数占总人口数量的2.1%，其中115份为房租补助。

### 商业
2019年，滨海奥克特维尔境内共有各类实体商铺83家，其中餐厅6家、杂货店1家、面包房4家、肉铺2家、美容美发店7家、汽车维修店5家。

### 体育
2020年，滨海奥克特维尔境内共有2间体育馆、2处网球场、1处足球或橄榄球场、1处篮球或排球场以及1处高尔夫球场。
截至2022年11月，滨海奥克特维尔境内共有两家注册足球俱乐部。滨海奥克特维尔体育俱乐部（Sporting Club Octeville-sur-Mer，编号521692）是当地的代表性足球队，其主队2022至2023赛季参加诺曼底大区足球联赛乙组（法国第七级别），其主场为米歇尔·亚当球场（Stade Michel Adam）。

### 环境
滨海奥克特维尔的环境事务由其所属的勒阿弗尔城市公共社区负责。2019年，滨海奥克特维尔境内暂无污染企业。

### 治安
滨海奥克特维尔所在地是勒阿弗尔警区（zone police du Havre）的管辖范围。2020年，该警区辖区内共8个市镇累计发生各类案件12,962起，其中盗窃类案件7,236起，经济类案件1,506起，毒品交易类案件664起。

## 文化

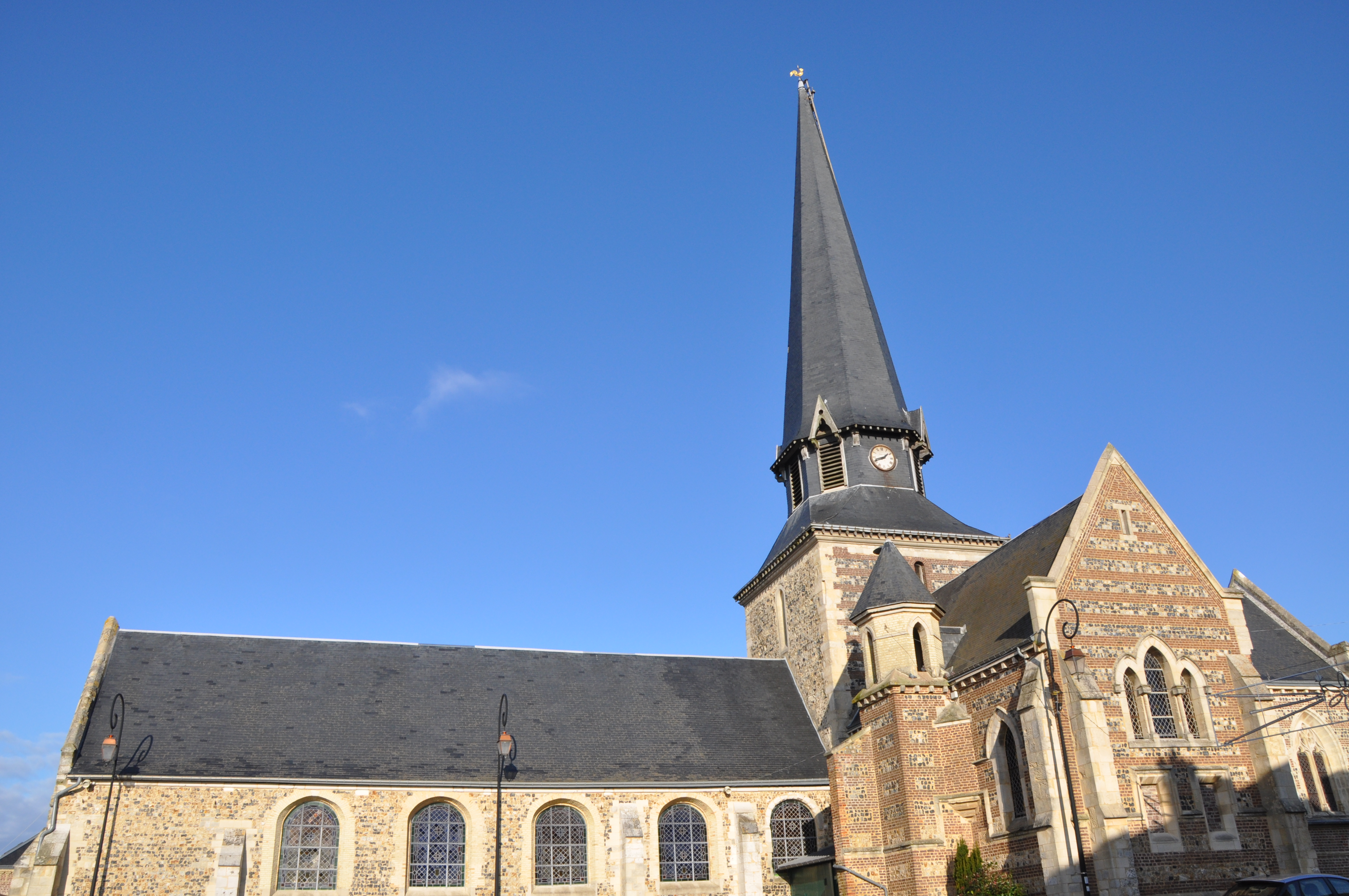
圣马丁教堂

2020年，滨海奥克特维尔境内暂无任何文化设施。滨海奥克特维尔市政府提供市政图书馆（Bibliothèque municipale），每周一至五傍晚向公众开放。

### 建筑
滨海奥克特维尔境内有多处历史建筑，其中圣马丁教堂（Église Saint-Martin d'Octeville-sur-Mer）是当地的地标性建筑物。

### 旅游
滨海奥克特维尔的旅游事务由其所属的勒阿弗尔城市公共社区负责。2021年，滨海奥克特维尔境内暂无任何游客接待设施。

### 媒体
法国主要的媒体均可在滨海奥克特维尔接收，法国电视三台下属的诺曼底大区频道在部分时段播出滨海奥克特维尔所属区域的地方新闻。

## 友好城市
截至2022年11月，滨海奥克特维尔共与两座城市互为友好城市关系：
- 英格兰 Bourne End
- 義大利 富尔奇锡库洛